# Gaspard-Henri-Marie-Gaston d'Humieres
Gaspard-Henri-Marie-Gaston d'Humieres, francoski general, * 1876, † 1956.